# Mexitlia
Mexitlia es un género de arañas araneomorfas de la familia Dictynidae. Se encuentra en Norteamérica.

## Lista de especies
Según The World Spider Catalog 12.0:
- Mexitlia altima Bond & Opell, 1997
- Mexitlia grandis (O. Pickard-Cambridge, 1896)
- Mexitlia trivittata (Banks, 1901)